# Яролин, Рене
Рене Яролин (словац. René Jarolín; род. 16 сентября 1981 года, Скалица, Чехословакия) — словацкий хоккеист, центральный нападающий. Выступает за клуб «Дукла» Сеница.

## Карьера
Воспитанник клуба «Скалица». Выступал за ХК «Спишска-Нова-Вес», ХК «Скалица», ХКМ «Зволен», «Слован» (Братислава), ХК «Попрад», ХК «Жилина», ХК «Дукла» (Сеница), «Эдинбург Кэпиталс», «Милтон-Кинс Лайтнинг», «Бэйсингток Байзон», ХК «Марсель», ХК «Этуаль нуар де Страсбур».
В составе национальной сборной Словакии провел 22 матча (5 голов).
В Словацкой Экстралиге провёл 526 матчей, набрал 351 очко (175 шайб + 176 передач).
Чемпион Английской хоккейной Премьер-лиги 2016 года (2-я по рангу лига в Великобритании).